# Mak (Bułgaria)
Mak (bułg. Мак) – wieś w Bułgarii, w obwodzie Kyrdżali, w gminie Ardino. Według danych szacunkowych Ujednoliconego Systemu Ewidencji Ludności oraz Usług Administracyjnych dla Ludności, 15 czerwca 2020 roku miejscowość liczyła 8 mieszkańców.

## Historia
Wieś znalazła się na terytorium Bułgarii w 1912 roku pod turecką nazwą Myk Myl. Nazwa Została przemianowana na Mak rozporządzeniem ministerialnym nr 3775, ogłoszonym 31 grudnia 1934 r.